# La Rotonde

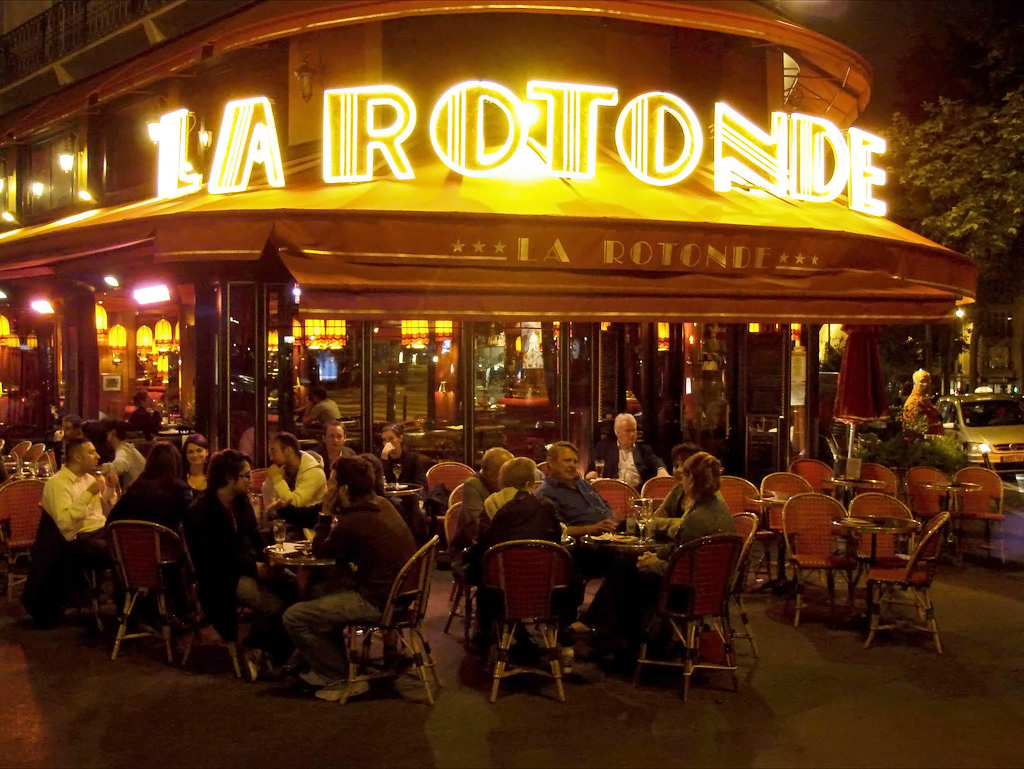
La Rotonde v noci

La Rotonde (česky Rotunda) je slavná pivnice v Paříži ve čtvrti Montparnasse v 6. obvodu. Nachází se na rohu ulic Boulevard du Montparnasse a Boulevard Raspail. Podnik založil v roce 1910 Victor Libion. Brzy se stal oblíbeným místem mnoha umělců jako byli malíři Pablo Picasso a Amedeo Modigliani, básníci Guillaume Apollinaire, Max Jacob, tanečníci Sergej Ďagilev, Vaclav Fomič Nižinskij nebo skladatelé Claude Debussy, Sergej Prokofjev, Igor Stravinskij či Darius Milhaud. Častými návštěvníky byla i Alice Prin a fotograf Man Ray. Z ruských revolucionářů sem občas zavítal Lenin, velmi často se zde scházel Lev Trockij.
Spolu s dalšími restauracemi Le Dôme a La Coupole se stal v meziválečném období místem setkávání umělců a spisovatelů. Navštěvovali jej francouzští surrealisté André Breton, Louis Aragon, Jacques Prévert, Raymond Queneau a také Američané Henry Miller, Francis Scott Fitzgerald, George Gershwin a rovněž belgický spisovatel Georges Simenon.